# Sōnan desu ka?
Sōnan desu ka? (ソウナンですか？?), en inglés Are You Lost?, es una serie de manga japonesa escrita por Kentarō Okamoto e ilustrada por Riri Sagara.
Una adaptación a serie de anime producida por Ezo'la, se emitió en Japón del 2 de julio al 17 de septiembre de 2019

## Sinopsis
Cuando su avión se estrella durante un viaje escolar, cuatro chicas de secundaria, Homare Onishima, Asuka Suzumori, Mutsu Amatani y Shion Kujō, se encuentran varadas en una isla remota. Utilizando las habilidades de supervivencia que aprendió de su padre de Homare, la cual ayuda a las demás a sobrevivir la vida en la isla mientras intentan sacar lo mejor de su situación.

## Personajes
Homare Onishima (鬼島 ほまれ, Homare Onishima)
 Seiyū: Mao Ichimichi
Una colegiala solemne. Recibió un entrenamiento de supervivencia con su padre cuando era niña, tiene una gran cantidad de conocimientos sobre cómo sobrevivir en condiciones críticas. Como resultado, Homare asume el papel de líder entre las chicas y les enseña cómo sobrevivir en la isla.
Homare Asuka Suzumori (鈴森 明日香, Suzumori Asuka)
 Seiyū: Hiyori Kono
Una chica alegre y atlética que es miembro de los clubes de baloncesto y atletismo. Como la chica con mejor forma física entre las chicas, Asuka suele acompañar a Homare cuando cazan o pescan para alimentarse.
Mutsu Amatani (天谷 睦, Amatani Mutsu)
 Seiyū: Kiyono Yasuno
Una chica tímida e inteligente que disfruta leyendo novelas ligeras y quiere convertirse en escritora de yaoi en el futuro. Como señaló Homare, la inteligencia y adaptabilidad de Mutsu la hacen más adecuada para sobrevivir en la naturaleza. Ella asume el papel de cocinera entre las chicas.
Shion Kujō (九条 紫音, Kujō Shion)
 Seiyū: Azumi Waki
Una chica rica y mimada. Shion es la más diestra entre las chicas y es experta en manualidades. Muchas de las acciones de las niñas están inspiradas en sus exigencias infantiles.
Jōichi Onishima (鬼島 丈一, Onishima Jōichi)
 Seiyū: Akio Ōtsuka
Padre de Homare, quien le enseñó todo lo que sabe sobre supervivencia. Busca rescatar a Homare y sus amigas después de enterarse del accidente aéreo.
Rui Torii (鳥居 累, Torii Rui)
Una estudiante que también sobrevivió al accidente aéreo. Sin embargo, está separada de Homare y sus amigos, ya que se encuentra al otro lado de la isla.
Sōji Hattori (服部 宗二, Hattori Sōji)
Un estudiante que también sobrevivió al accidente aéreo. Está ubicado al otro lado de la isla junto a Rui.
Homare's Mother (ほまれの母, Homare no haha)
Una mujer amable y gentil.

## Contenido de la obra

### Manga
Are You Lost?, escrito por Kentarō Okamoto e ilustrado por Riri Sagara, se publicó por entregas en la revista de manga seinen Weekly Young Magazine de Kodansha del 7 de enero de 2017 al 7 de marzo de 2022. Kodansha publicó diez volúmenes de tankōbon desde el 4 de agosto de 2017 hasta el 6 de abril de 2022.
Kodansha USA obtuvo la licencia del manga en Norteamérica, quien lo publicó digitalmente en inglés del 2 de octubre de 2018, al 18 de octubre de 2022.

### Anime
Se anunció una adaptación de la serie de televisión de anime en el número 14 de la revista Weekly Young el 4 de marzo de 2019.
La serie fue producida por Ezóla y dirigida por Nobuyoshi Nagayama, con Touko Machida a cargo de la composición de la serie y Junnosuke Nishio diseñando los personajes. Akiyuki Tateyama compuso la música. La serie se emitió en Japón del 2 de julio al 17 de septiembre de 2019 en Tokyo MX, MBS y BS-NTV, y fue transmitida simultáneamente por Crunchyroll. La serie consta de episodios de 12 minutos. M.A.O, Hiyori Kono, Kiyono Yasuno y Azumi Waki interpretaron el tema de apertura de la serie "Koko wa Doko" (ココハドコ, "¿Dónde estamos?"), mientras que Yasuno interpretó el tema de cierre de la serie "Ikiru" (生きる, " Sobrevivir").